# Jan Václav Kosch
Jan Václav Kosch, německy Johann Wentzl Kosch (28. června 1718 Zvoníčkov – 18. dubna 1798 Děčín) byl hraběcím thunovským zednickým mistrem, stavitelem v Děčíně a v severních Čechách. Je představitelem doznívající dienzenhoferovské tradice. K jeho dílům patří řada kostelů a budov.

## Osobní život
Pocházel ze zednického rodu Koschů, který již jistě od počátku 17. století působil na kláštereckém panství Thunů. Narodil se rychtáři Ondřeji Koschovi a jeho manželce Regině ze Zvoníčkova. Byl třetím dítětem ze sedmi, které se narodily tomuto páru. Pokřtěn byl 28. června roku 1718 v úhošťanském kostele svatého Havla jako Joannes Wenceslaus. Z kláštereckého panství se přestěhoval do Děčína. Nadále zůstal thunským poddaným a o propuštění z poddanství žádal hraběte Jana Josefa Thuna.
Vyučil se a v 28 letech složil mistrovské zkoušky v zednickém cechu. Dne 18. listopadu roku 1748 se zednický mistr Jan Václav Kosch oženil s Annou Františkou Honneterovou († 7. ledna 1771), dcerou lazebníka Hanse Honnetera. Svatba se zřejmě konala v Děčíně. Kosch s ní měl zřejmě tři děti: Františka Xavera (* 1749), Annu Terezii (* 1751) a Annu Františku (* 1754).

## Stavební dílo
Některá stavební díla prováděl samostatně, na některých se spolupodílel. V první polovině padesátých let 18. století se účastnil obnovy kostela svatého Václava a Blažeje v Děčíně. V letech 1756–1758 stavěl kostel v Arnolticích. V letech 1764–1769 vedl druhou etapu dostavby farního kostela svatého Václava v Rozbělesích a tvůrčím způsobem změnil původní projekt Kiliána Ignáce Dientzenhofera. V 1772–1774 se podílel na realizaci hrubé stavby kostela svatého Václava v Srbské Kamenici. V roce 1774 vedl stavební práce na varnsdorfském kostele svatých Petra a Pavla. V roce 1776 započala stavba kostela svaté Maří Magdalény v Kerharticích u České Kamenice podle Koschova návrhu. V roce 1777–1782 se účastnil stavby kostela svatého Vavřince v Práchni a v téže době také v Kytlicích na stavbě kostela svatého Antonína Paduánského.
Po roce 1780 stavěl kostel svatého Petra a Pavla ve Volfarticích u České Lípy. Ke konci roku 1783 vykonával stavební dozor na obloukem Kostelní brány v Děčíně. V letech 1786–1787 byl ve Hřensku postaven pod Koschovým vedením kostel svatého Jana Nepomuckého.[zdroj⁠?!] Od roku 1786 se účastnil přestavby děčínského zámku. Funkci hlavního thunského stavitele zastával zřejmě až do roku 1790. V roce 1787 zástupci Nového Boru s Koschem sepsali smlouvu na stavbu kostela Nanebevzetí Panny Marie, ale protože Kosch vedl stavbu již od roku 1786, jednalo se o retroaktivní sepsání smlouvy. V dubnu 1788 sepsal smlouvu na provedení staveb kostela svatého Františka Xaverského v Bělé u Děčína a kostela svaté Anny v Tisé. Květnem roku 1788 je datován Koschův rozpočet na úpravu kamenné zvonice u kostela svatých Petra Pavla v Horním Prysku. V Děčíně se zřejmě podílel na stavbách několika měšťanských domů a zřejmě i na kapli Panny Marie Pomocné vedle kostela svatého Václava a Blažeje, i když její základ je zřejmě starší z roku 1726. Koschovi také bývá připisován, podle architektonických znaků, i kostel svatého Jana Křtitele v Horních Habarticích.
Jan Václav Kosch zemřel v 81 letech 18. dubna 1798 po pádu ze zdi při stavebních pracích na děčínském zámku, jehož klasicistní přestavbu realizoval. Pohřben byl 21. dubna 1798.

## Další díla
- budova lesního úřadu v Děčíně
- měšťanské domy v Děčíně